# 谶书
讖書，在西漢末年出現於中國的一種神秘學書籍，記載預言。與緯書合稱讖緯，與河圖洛書合稱圖讖。在東漢時，研究讖書的風氣盛行。但在魏晉南北朝時，官方下令民間不得私自研究，至唐朝之後，多數讖書都已失傳。

## 概論
讖書是一系列記載預言的書籍，最早源自於占星，觀察龜策卜卦，或經由巫覡神諭，之後記錄成書。其內容多引用五德終始說，儒家與道教學說，兼及民間傳說。在東漢時，因王室尊崇，成為儒者研究的對象，對於政局也有很大的影響力。
讖書與儒家六經合流之後，出現緯書，其內容以讖書來解釋經文內容。六經皆有讖書，有《詩讖》、《春秋元命苞》等。

## 歷史
讖書在西漢成帝、哀帝之後出現。王莽利用讖書稱帝，東漢光武帝也以讖書來增加其政權合法性，之後盛行於東漢。
賈逵曾記錄讖書中相互衝突的內容，以證明這些書籍非預言。張衡曾主張由官方收藏圖讖，禁絕其在民間流行。